# Da Respiração
Da respiração (em grego antigo, Περὶ πνεύματος; em latim, De spiritu) é um tratado filosófico incluído no Corpus aristotelicum, mas geralmente considerado espúrio. Sua abertura levanta a questão: "Qual o modo de crescimento, e o modo de manutenção, do espírito vital (pneuma)?"

## Autoria
Entre os catálogos antigos das obras de Aristóteles, um trabalho sobre a respiração (mas em três livros, não apenas um) é listado apenas por Ptolomeu el-Garib;  e Plínio, o Velho, (N.H. XI.220), e Cláudio Galeno, (De simpl. med. temp. et fac. V.9), são os primeiros autores que parecem fazer referência ao tratado que possuímos. Nos tempos modernos, sua autenticidade foi praticamente rejeitada sem polêmica, apesar de muitos terem reconhecido se tratar de um trabalho da Escola peripatética, possivelmente ligado a Teofrasto, a Estratão de Lâmpsaco ou Erasístrato, e capaz de lançar luz sobre a Medicina da Grécia Antiga. Em 2008, contudo, Bos e Fewerda publicaram um comentário em que sustentam que Da respiração é um trabalho genuíno de Aristóteles, cuja doutrina responde à de Platão no Timeu e constitui uma parte importa da filosofia da natureza de Aristóteles.